# 오기사와촌
오기사와촌(御木沢村)은 후쿠시마현 다무라군에 있었던 촌이다. 1955년 4월 1일 오기사와촌 및 미하루정, 나카사토촌, 사와이시촌, 가나메타촌, 나카쓰마촌 등 6개 정·촌이 합병하여 미하루정이 신설되고 폐지되었다.

## 지리
- 미하루정의 북부가 오기사와촌이 있던 곳이다.

## 역사
- 1889년 4월 1일 - 정촌제 시행에 의해 히라사와촌, 오마쓰리촌, 나나구사기촌이 합병해 다무라군 오기사와촌이 성립하였다.
- 1955년 4월 1일 - 오기사와촌 및 미하루정, 나카사토촌, 사와이시촌, 가나메타촌, 나카쓰마촌 등 6개 정·촌이 합병하여 미하루정이 신설되고, 오기사와촌 등은 폐지되었다.

## 인구
- 1889년 1,364
- 1920년 1,558
- 1947년 2,385

## 참고 문헌
- 角川日本地名大辞典編纂委員会『角川日本地名大辞典 7 福島県』、角川書店、1981年 ISBN 4-04-001070-1
- 日本加除出版株式会社編集部『全国市町村名変遷総覧』、日本加除出版、2006年、ISBN 4-8178-1318-0